# Oxigenação
Na biologia, oxigenação se refere a etapa de participação do oxigênio molecular no processo de obtenção de energia pelo organismo. 